# Til vi ses
|  | Denne artikel er oprettet af botten PalnaBot ud fra en ekstern database. Den kan derfor have sproglige fejl eller mangler. Denne skabelon kan fjernes efter kontrol af indholdet. |

Til vi ses er en kortfilm instrueret af Alfred Nguyen efter eget manuskript.

## Handling
I 1975 overtog det kommunistiske styre i Nordvietnam magten i Sydvietnam og Vietnam blev genforenet efter 20 års separation. I årene efter flygtede flere hundredetusinde mennesker og mange endte som bådflygtninge i deres søgen efter nyt liv uden undertrykkelse. Vores hovedperson og hans familie er blandt disse.